# Michael von Godin
Michael Paul Ludwig Richard Freiherr von Godin (* 8. Oktober 1896 in München; † 11. Januar 1982 ebendort) war ein deutscher Polizist. Godin wurde bekannt als Leiter der Polizeieinheit, die 1923 während des Hitler-Ludendorff-Putsches in München den Marsch der Nationalsozialisten zur Feldherrnhalle gewaltsam auflöste und so das endgültige Scheitern des Putsches herbeiführte.

## Leben

### Herkunft
Er war der Sohn des bayerischen Majors a. D. und Kämmerers Reinhard Freiherr von Godin und dessen Ehefrau Marie, geborene Bals. Sein Bruder Emmerich (1881–1934) schlug wie er eine Militärkarriere in der Bayerischen Armee ein. Seine Cousine war die Schriftstellerin, Frauenrechtlerin, Übersetzerin und Albanienforscherin Marie Amelie von Godin.

### Hitler-Ludendorff-Putsch 1923
Godin nahm am Ersten Weltkrieg teil und trat 1920 in die Bayerische Landespolizei über. Er war am 9. November 1923 Leutnant der Landespolizeieinheit, welche in der Polizeidirektion München Polizeipräsident Ernst Pöhner und Wilhelm Frick verhaftete und am Odeonsplatz den bewaffneten Aufmarsch der Nationalsozialisten im Rahmen des Hitlerputsches mit Schusswaffengebrauch zerstreute.
Godin wurde von Mai 1933 bis Januar 1934 und Ende Mai 1934 im KZ Dachau in Schutzhaft genommen. Sein Zellengenosse Erwein von Aretin erinnerte sich:

„Godin, der über der Grenze bei Reutte in Tirol wohnte, war an diesem Sonntag in seinem Auto zu seinen Schwiegereltern nach Steingaden gefahren und beim Rückweg nach Tirol an der Grenze verhaftet worden. Hier lagen die Gründe der Verhaftung auf der Hand: sie waren natürlich wieder nicht politisch, sondern entsprangen dem Rachebedürfnis dafür, dass Godin als Offizier der bayerischen Landespolizei am 9. November 1923 an der Feldherrnhalle jene Abteilung geführt hatte, die auf den heranziehenden Zug geschossen und ihn in einer Geschwindigkeit zerstreut hatte, die aus der Geschichte des Nationalsozialismus auch durch die heroischen Lieder nicht vertuscht werden kann. – Von allen Zellengenossen, die ich bisher gehabt hatte, war Godin zweifellos in dem schlechtesten Zustand. Das war ihm auch wahrhaftig nicht übelzunehmen. Erstens musste er sich Vorwürfe machen, dass es so unvorsichtig gewesen war, mit dieser ‚Belastung‘ nach Bayern hereinzufahren, wo er doch das Glück hatte in Österreich zu leben, und dann kannte er seine Gegner gut genug, um zu wissen, mit welcher Freude sie dem Wehrlosen gegenüber den Nachweis des Mutes nachholen würden, den sie vor zehn Jahren zu geben versäumt hatten.“

Godin wurde im Januar 1934 aus Dachau entlassen. Dies gelang durch die Hilfe von Franz Ritter von Epp, der Godin gleich nach seiner Entlassung zu Hause anrief und zu ihm sagte:

„Zieh dich nicht erst aus, pack das Allernötigste zusammen und verschwinde, denn Himmler hat soeben von deiner Entlassung erfahren und bereits einen SS-Trupp fortgeschickt, der dich erneut verhaften soll.“

Anfang 1938, vor dem Anschluss Österreichs, entkam er nach Luzern, wo er auf Vermittlung von Gero von Schulze-Gaevernitz und Allen Welsh Dulles die deutsche Exilgemeinde für den Office of Strategic Services ausforschte.
Das Deutsche Reich erkannte ihm 1939 die Staatsbürgerschaft ab.

### Nachkriegszeit
Am 6. Juni 1945 kam Godin zusammen mit Wilhelm Hoegner – dem späteren Bayerischen Ministerpräsidenten – in einem amerikanischen Jeep aus der Schweiz nach München zurück. Am 29. Juni 1945 wurde angeordnet, dass die bayerische Landespolizei nach demokratischen Gesichtspunkten und dezentral neu einzurichten sei. Godin wurde – als bisheriger Chef der Landpolizei im Regierungsbezirk Oberbayern – zum Präsidenten der Bayerischen Landespolizei auf Lebenszeit ernannt. 
Am 24. April 1946 setzte Godin als erster Präsident der damaligen Landespolizei von Bayern, nach Genehmigung des Bayerischen Ministerpräsidenten und der amerikanischen Militärregierung die organisatorischen Grundsätze der Landespolizei im Freistaat in Kraft. Bis 1959 stand er an der Spitze der Bayerischen Landespolizei.
1963 wurde ihm der Bayerische Verdienstorden verliehen.